# Dietenborn

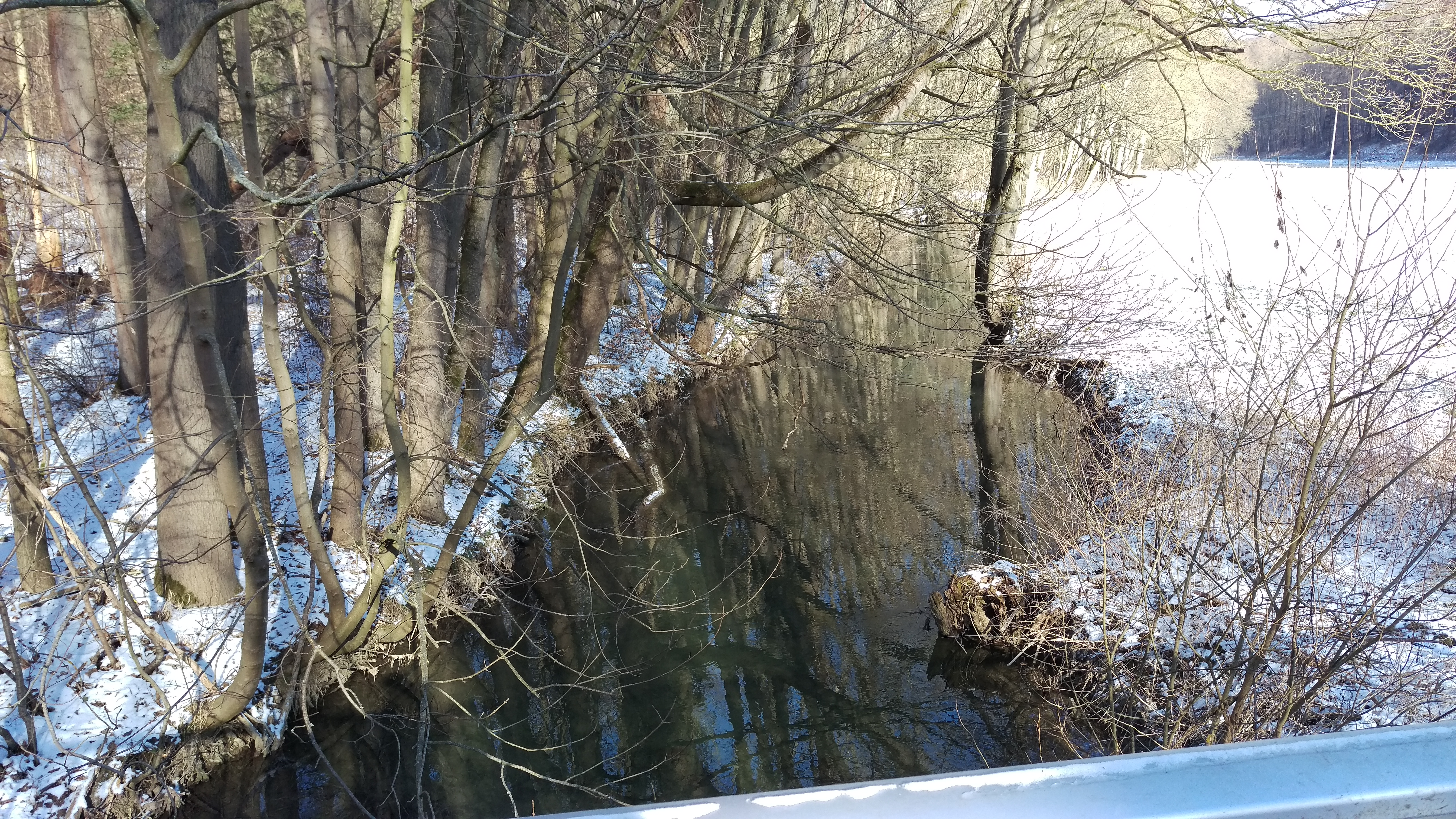
Die Helbe südlich von Dietenborn im März 2018

Dietenborn ist ein Ortsteil von Sondershausen im Kyffhäuserkreis in Thüringen.

## Lage
Dietenborn befindet sich zwischen Großberndten im Osten, Großbrüchter im Südwesten und Kleinberndten im Norden ungefähr 13 Kilometer westlich von Sondershausen. Der Ort liegt auf einer südwestlichen Abdachung der Hainleite in einem Nebental des Helbetales. Verkehrsmäßig ist Dietenborn über die Landesstraßen L 2084 nach Sondershausen und L 1033 zwischen Bleicherode und Ebeleben angeschlossen.

## Geschichte
Die Siedlung wurde 1104 erstmals urkundlich erwähnt. Das Kloster Dietenborn wurde nach der Reformation von den Grafen Hohnstein eingezogen und verpfändet. 1701 wurde es eingelöst und dann als Domäne verpachtet sowie 1835 verkauft. Heute sind nur noch Reste des Klosters und seiner Nebengebäude zu sehen.